# Elecciones a la presidencia del Athletic Club
Desde 1982 el Athletic Club somete a votación entre todos sus socios la elección de su presidente.
Esta medida fue impulsada por Jesús María Duñabeitia, presidente del Athletic Club entre 1977 y 1982.

## 1982
- FECHA: 21 de junio de 1982, lunes
- GANADOR: Pedro Aurtenetxe[5]

Votos: 4321 (59,10 %)
Avales:
Entrenador que contrataría: ninguno (Javier Clemente tenía contrato en vigor)
- RIVAL: Iñaki Olaskoaga

Votos: 3000 (40,80 %)
Avales:
Entrenador que contrataría: ninguno (Javier Clemente tenía contrato en vigor)

## 1990
- FECHA: 17 de mayo de 1990, jueves
- GANADOR: José Julián Lertxundi[6]

Votos: 8516 (59,20 %)
Avales: 3696 válidos / 3957 presentados
Entrenador que contrataría: Javier Clemente
- RIVAL 1: José María Arrate

Votos: 5109 (35,50 %)
Avales: 3508 válidos / 3793 presentados
Entrenador que contrataría: Javier Irureta
- RIVAL 2: Santiago Francés

Votos: 705 (4,90 %)
Avales: 2014 válidos / 2244 presentados
Entrenador que contrataría: ninguno (Txetxu Rojo tenía contrato en vigor)

## 1994
- FECHA: 8 de junio de 1994, miércoles
- GANADOR: José María Arrate[7]

Votos: 8089 (46,60 %)
Avales:
Entrenador que contrataría: Javier Irureta
- RIVAL 1: José Julián Lertxundi

Votos: 6761 (38,90 %)
Avales:
Entrenador que contrataría: Guus Hiddink
- RIVAL 2: José María Gorordo

Votos: 2468 (14,20 %)
Avales:
Entrenador que contrataría: Pável Sadyrin

## 2001
- FECHA: 1 de junio de 2001, viernes
- GANADOR: Javier Uria[8]

Votos: 10 402 (59,10 %)
Avales: 7553 válidos / 7848 presentados
Entrenador que contrataría: Jupp Heynckes
- RIVAL: Fernando Lamikiz

Votos: 7458 (41,20 %)
Avales: 6504 válidos / 7878 presentados
Entrenador que contrataría: Slavoljub Muslin

## 2004
- FECHA: 10 de septiembre de 2004, viernes
- GANADOR: Fernando Lamikiz[9]

Votos: 8234 (55,50 %)
Avales: 7357 válidos / 7814 presentados
Entrenador que contrataría: ninguno (Ernesto Valverde tenía contrato en vigor)
- RIVAL 1: Juan Pedro Guzmán

Votos: 3852 (25,90 %)
Avales: 2156 válidos / 2472 presentados
Entrenador que contrataría: ninguno (Ernesto Valverde tenía contrato en vigor)
- RIVAL 2: José Alberto Pradera

Votos: 1817 (12,40 %)
Avales: 1668 válidos / 1880 presentados
Entrenador que contrataría: ninguno (Ernesto Valverde tenía contrato en vigor)

## 2007
- FECHA: 12 de julio de 2007, jueves
- GANADOR: Fernando García Macua[10]

Votos: 6888 (39,90 %)
Avales: 3507 válidos / 4170 presentados
Entrenador que contrataría: Joaquín Caparrós
- RIVAL 1: Juan Carlos Ercoreca

Votos: 6138 (35,40 %)
Avales: 3435 válidos / 3929 presentados
Entrenador que contrataría: Joaquín Caparrós
- RIVAL 2: Javier González

Votos: 2034 (11,80 %)
Avales: 1755 válidos / 2050 presentados
Entrenador que contrataría: Vicente del Bosque

## 2011
- FECHA: 7 de julio de 2011, jueves
- GANADOR: Josu Urrutia[11]

Votos: 12 057 (54,36 %)
Avales: 7219 válidos / 7778 presentados
Entrenador que contrataría: Marcelo Bielsa
- RIVAL: Fernando García Macua

Votos: 9796 (44,17 %)
Avales: 4640 válidos / 5089 presentados
Entrenador que contrataría: Joaquín Caparrós

## 2018
- FECHA: 27 de diciembre de 2018, jueves
- GANADOR: Aitor Elizegi[12]
  - Votos: 9264 (47,90 %)
  - Avales: 2942 válidos / 3123 presentados
- RIVAL: Alberto Uribe-Echevarría
  - Votos: 9179 (47,46 %)
  - Avales: 3972 válidos / 4075 presentados

## 2022
- FECHA: 24 de junio de 2022, viernes
- GANADOR: Jon Uriarte[13]

Votos: 10 979 (46,71 %)
Avales: 6041 válidos / 6428 presentados
Entrenador que contrataría: Ernesto Valverde
- RIVAL 1: Iñaki Arechabaleta

Votos: 7927 (33,72 %)
Avales: 2987 válidos / 3261 presentados
Entrenador que contrataría: Marcelo Bielsa
- RIVAL 2: Ricardo Barkala

Votos: 4262 (18,13 %)
Avales: 4054 válidos / 4641 presentados
Entrenador que contrataría: Ernesto Valverde